# 1710 Gothard
1710 Gothard eller 1941 UF är en asteroid i huvudbältet, som upptäcktes den 20 oktober 1941 av den ungerska astronomen György Kulin i Budapest. Den har fått sitt namn efter den ungerske amatörastronomen Jenő Gothard.
Asteroiden har en diameter på ungefär 9 kilometer.